# دون ماثيوز
دون ماثيوز (بالإنجليزية: Don Matthews)‏ هو لاعب كرة قدم أمريكية ولاعب كرة القدم الكندية أمريكي، ولد في 22 يونيو 1939 في أميسبوري في الولايات المتحدة، وتوفي في 14 يونيو 2017 في بيفيرتون في الولايات المتحدة بسبب سرطان.